# Estadio San Bartolomé
El Campo de Fútbol Municipal San Bartolomé de Ribaforada es un recinto deportivo, principalmente habilitado para la práctica del fútbol, ubicado en la localidad española de Ribaforada (Navarra). Actualmente es propiedad municipal y siempre ha sido sede del Club Deportivo Ribaforada y sus filiales. Fue inaugurado el 24 de agosto de 1961 y tiene una capacidad para casi 3.000 espectadores.

## Historia
El campo San Bartolomé tuvo varios precedentes con el mismo nombre en distintas ubicaciones dentro de la localidad. En enero de 1921 los pioneros del club entrenaron y jugaron su primer partido (el 3 febrero) en un terreno de juego improvisado, preparado al uso, situado en la vieja "era de Linos", entre la antigua estación de tren y el frontón, es decir, muy cerca de la ubicación actual. Como el terreno estaba expuesto a las necesidades agrarias, también fue movido de forma esporádica al sur de la localidad (sobre el actual polideportivo, el cementerio antiguo o lo que luego serían las piscinas), pero con la paulatina expansión del núcleo urbano por esa zona, pronto volvería el campo a la zona norte, cuando después de la guerra civil se ubica cerca de la conocida como "Fábrica Vieja", una factoría de ladrillos llamada «La Imperial Cerámica», activa a orillas del Canal Imperial desde los años veinte.
La última y actual situación se planifica en los años cuarenta. El campo con unas dimensiones de 98x57m de superficie, se asienta más cerca de la vía férrea que atraviesa la localidad, con una orientación este-oeste (perpendicular a la de ahora) y se cierra con cañas para comenzar a cobrar entrada en los últimos años de la década de los cuarenta. En la década siguiente, cuando el equipo entra en competición oficial, finalmente adquiere la forma que hoy conocemos. El estadio comenzó a construirse el 20 de octubre de 1955, dentro de las obras para la edificación de doscientas casas de protección oficial, y se finalizó el 31 de mayo de 1961. Se le dieron unas medidas de 110x52m (luego fue redimensionado a los actuales 104x63m). En sus inicios, fue propiedad del club, pero desde principios de este siglo pasó a ser municipal. Fue inaugurado oficialmente el 24 de agosto de 1961, con motivo del día grande en las fiestas mayores de la localidad, albergando la celebración del popular Trofeo San Bartolomé.
En el año 2011 se conmemoró el cincuenta aniversario de su gran remodelación general. Ese mismo año se actualizó la estética de los vestuarios con un gran mosaico compuesto de baldosas porcelánicas donde se resalta el año fundacional del club. Sus muros perimetrales también han servido como soporte de arte mural relacionado con la historia del club. En octubre de 2022 la Asociación Cultural El Encuentro realizó un mural de grandes dimensiones titulado "Proyecto Centenario", en el que se representan los símbolos y colores del club a lo largo de su historia. En 2024 las instalaciones fueron mejoradas con un terreno de juego alternativo, una pista de pádel y una nueva iluminación led homologada para partidos nocturnos.
El recinto también ha albergado diversos actos artísticos y culturales, como conciertos y acampadas de las concentraciones moteras 'La Pellejo'. El 21 de agosto de 2017 albergó, dentro del programa de prefiestas, la actuación de la entonces considerada como mejor orquesta nacional, Panorama. El recinto acogió probablemente su mayor aforo histórico, con alrededor de 10.000 personas.

## Instalaciones

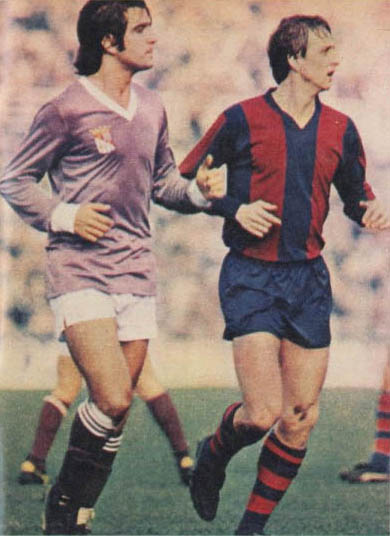
Cruyff en un Levante-Palencia, veinte días antes de pisar el San Bartolomé (1 de marzo de 1981).

El estadio cuenta con un terreno de juego de césped natural, con medidas oficiales de 104x63m. Sus instalaciones cuentan con vestuarios remodelados, tribuna principal con orientación  al suroeste, bar, campo de entrenamiento fútbol 7 de césped artificial, gimnasio, frontón, pista de pádel, almacén de material, baños y oficinas del club. Además cuenta con iluminación led (instalada en 2024) y conexión Wifi. 
El estadio ha albergado competiciones futbolísticas de máximo nivel. Suele ser sede del Torneo Internacional de Futbol SUB 16 Villa de Cabanillas, viendo pasar a futuros talentos del fútbol internacional: como Álvaro Morata, Dani Carvajal, Iker Muniain, Xavi Simons o Lamine Yamal, entre otros.
En 2009 fue sede del Campeonato Nacional de Selecciones Autonómicas (categorías sub-16 y sub-18), albergando a las selecciones de Navarra, Madrid y Cataluña.
En 2022 fue sede de la final de Copa de Primera Regional Navarra disputada entre la U.D. Mutilvera y el Valdorba F.C., llevándose el trofeo el primero tras ganar 3-1.
Su césped fue pisado el 21 de marzo de 1981 por Johan Cruyff en su etapa como futbolista en las filas del Levante UD. El conjunto levantino se dirigía a Vitoria para disputar el 22 de marzo de 1981 su correspondiente encuentro liguero en Segunda División (J29) contra el D. Alavés, pero el triple Balón de Oro no solía viajar con sus compañeros en el autobús, sino que lo hacía en coche privado. El día de la víspera, por la mañana, el crack neerlandés hizo una parada en las instalaciones del club ribaforadero para realizar un entrenamiento privado mientras sus compañeros se ejercitaban en el estadio de fútbol de Tudela.

## Ubicación y acceso
El acceso principal al estadio, las taquillas y los vestuarios se encuentra situado en la calle Avenida Diputación s/n (en frente del Colegio San Bartolomé). El acceso a las oficinas del club está en la calle Parlamento Navarro nº 80. El código postal es el 31550, Ribaforada.